# Prognichthys occidentalis
Prognichthys occidentalis är en fiskart som beskrevs av Parin, 1999. Prognichthys occidentalis ingår i släktet Prognichthys och familjen Exocoetidae. Inga underarter finns listade i Catalogue of Life.